# Rif
Rif (ar. الريف) je gorje u sjevernom Maroku, koje se prostire od grada Tangera na zapadu do rijeke Moulouye na istoku, kao i od Sredozemnog mora na sjeveru do rijeke Ouargha na jugu. Najviši vrh gorja je na planini Tidirhine, 2451 m.

## Vanjske poveznice
|  | Zajednički poslužitelj ima još gradiva o temi Rif |